# Mirošovice
Mirošovice jsou obec v okrese Praha-východ ve Středočeském kraji. Leží jihovýchodním směrem zhruba deset kilometrů od Říčan a 28 kilometrů od centra hlavního města Prahy, při křižovatce dálnice D1 se silnicí I/3 a při železniční trati 221, tedy hlavních spojnicích Prahy s Benešovem, Táborem a Českými Budějovicemi. Žije zde přibližně 1 500 obyvatel.

## Historie
První písemná zmínka o obci pochází z roku 1250.

## Přírodní poměry
Severně od vesnice se nachází přírodní památka Božkovské jezírko.

## Obyvatelstvo
| Rok            | 1869 | 1880 | 1890 | 1900 | 1910 | 1921 | 1930 | 1950 | 1961 | 1970 | 1980 | 1991 | 2001 | 2011  | 2021  |
| -------------- | ---- | ---- | ---- | ---- | ---- | ---- | ---- | ---- | ---- | ---- | ---- | ---- | ---- | ----- | ----- |
| Počet obyvatel | 408  | 357  | 403  | 415  | 423  | 436  | 712  | 744  | 777  | 757  | 728  | 780  | 824  | 1 186 | 1 465 |
| Počet domů     | 49   | 53   | 60   | 61   | 70   | 73   | 136  | 291  | 177  | 177  | 185  | 257  | 288  | 347   | 424   |

## Obecní správa
V letech 1850–1897 k obci patřily Senohraby.

### Územněsprávní začlenění
Dějiny územněsprávního začleňování zahrnují období od roku 1850 do současnosti. V chronologickém přehledu je uvedena územně administrativní příslušnost obce v roce, kdy ke změně došlo:
- 1850 země česká, kraj Praha, politický okres Jílové, soudní okres Říčany[8]
- 1855 země česká, kraj Praha, soudní okres Říčany[8]
- 1868 země česká, politický okres Český Brod, soudní okres Říčany[8]
- 1898 země česká, politický okres Žižkov, soudní okres Říčany[9]
- 1921 země česká, politický okres Žižkov sídlo Říčany, soudní okres Říčany[10]
- 1925 země česká, politický i soudní okres Říčany[11]
- 1939 země česká, Oberlandrat Praha, politický i soudní okres Říčany[12]
- 1942 země česká, Oberlandrat Praha, politický okres Praha-venkov-jih, soudní okres Říčany[13]
- 1945 země česká, správní i soudní okres Říčany[14]
- 1949 Pražský kraj, okres Říčany[15]
- 1960 Středočeský kraj, okres Praha-východ[16]

### Obecní symboly
Znak a vlajka byly obci uděleny rozhodnutím předsedy Poslanecké sněmovny Parlamentu České republiky dne 10. září 2020.

## Společnost
V obci Mirošovice (přísl. Božkov, 900 obyvatel) byly v roce 1932 evidovány tyto živnosti a obchody: autodoprava, výroba cementového zboží, 2 cihelny, 2 holiči, 4 hostince, kapelník, 2 kováři, 2 krejčí, lakýrník, 2 mlýny, 4 obuvníci, pekař, obchod s lahvovým pivem, pumpař, 2 řezníci, obchod se senem a slámou, 5 obchodů se smíšeným zbožím, spořitelní a záložní spolek pro Mirošovice, stavitel, obchod se střižním zbožím, 2 trafiky, truhlář.

## Doprava
Obcí prochází dálnice D1 s exitem 21 (Mirošovice). Na tomto sjezdu začíná silnice I/3 Mirošovice – Benešov – Tábor – České Budějovice. Začíná zde silnice II/508 Mirošovice – Mnichovice – Struhařov. silnice III. třídy v obci:
- III/1018 Mirošovice - Kunice - Velké Popovice
- III/3352 Mirošovice - Senohraby

Obec Mirošovice leží na železnici Praha – Benešov u Prahy (č. 221). Jedná se o dvoukolejnou elektrizovanou celostátní trať zařazenou do evropského železničního systému, součást IV. tranzitního železničního koridoru. Doprava na ní byla zahájena roku 1871. Ke zdvojkolejnění došlo v roce 1903, elektrizaci pak v roce 1971. Po trati 221 vede linka S9 (Lysá nad Labem - Praha – Benešov u Prahy) v rámci pražského systému Esko. Zastávku Mirošovice u Prahy obsluhuje velké množství osobních vlaků, rychlíky zde projíždějí.
V obci měla zastávku autobusová linka PID 463 (Strančice – Velké Popovice – Mirošovice). Z důvodu nízkého vytížení byla linka 2. 3. 2019 zrušena. Nyní v obci autobusy nejezdí.

## Pamětihodnosti
- Hrad Ježov ze 14. století
- Stará zvonička v ulici U Zvoničky.
- Hostinec U Císaře a s ním i památník padlým.

## Další fotografie

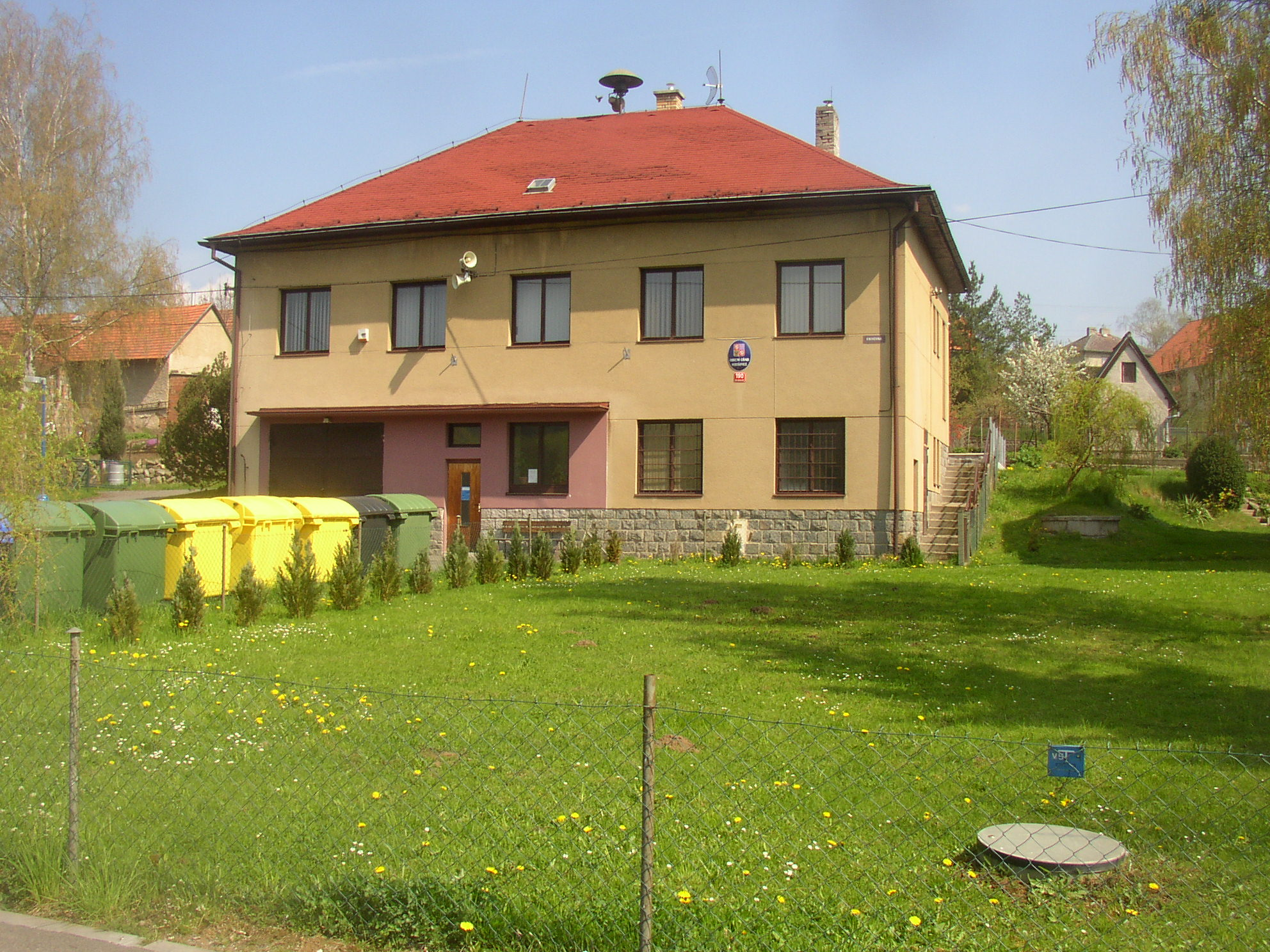
Obecní úřad
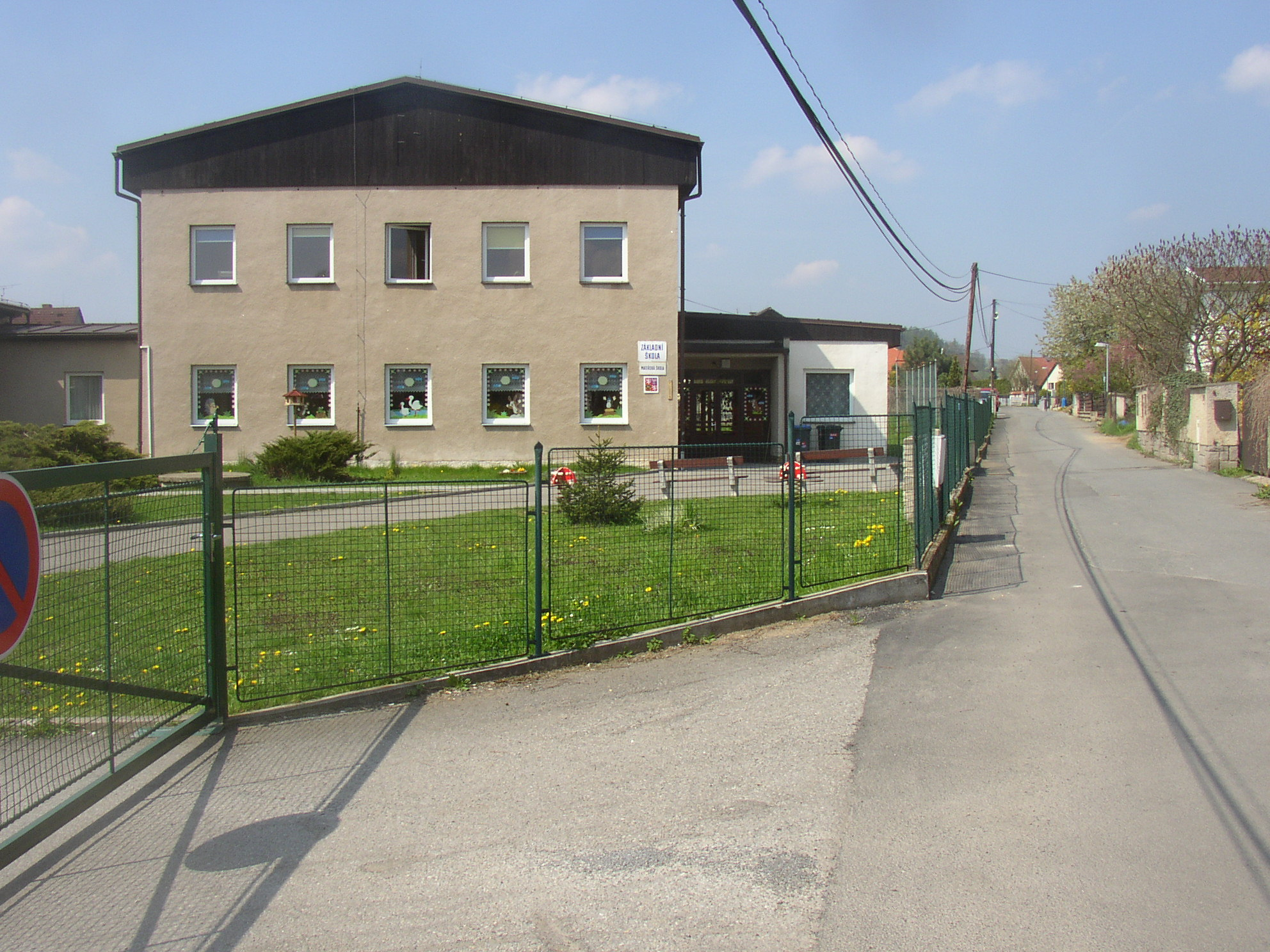
Základní škola
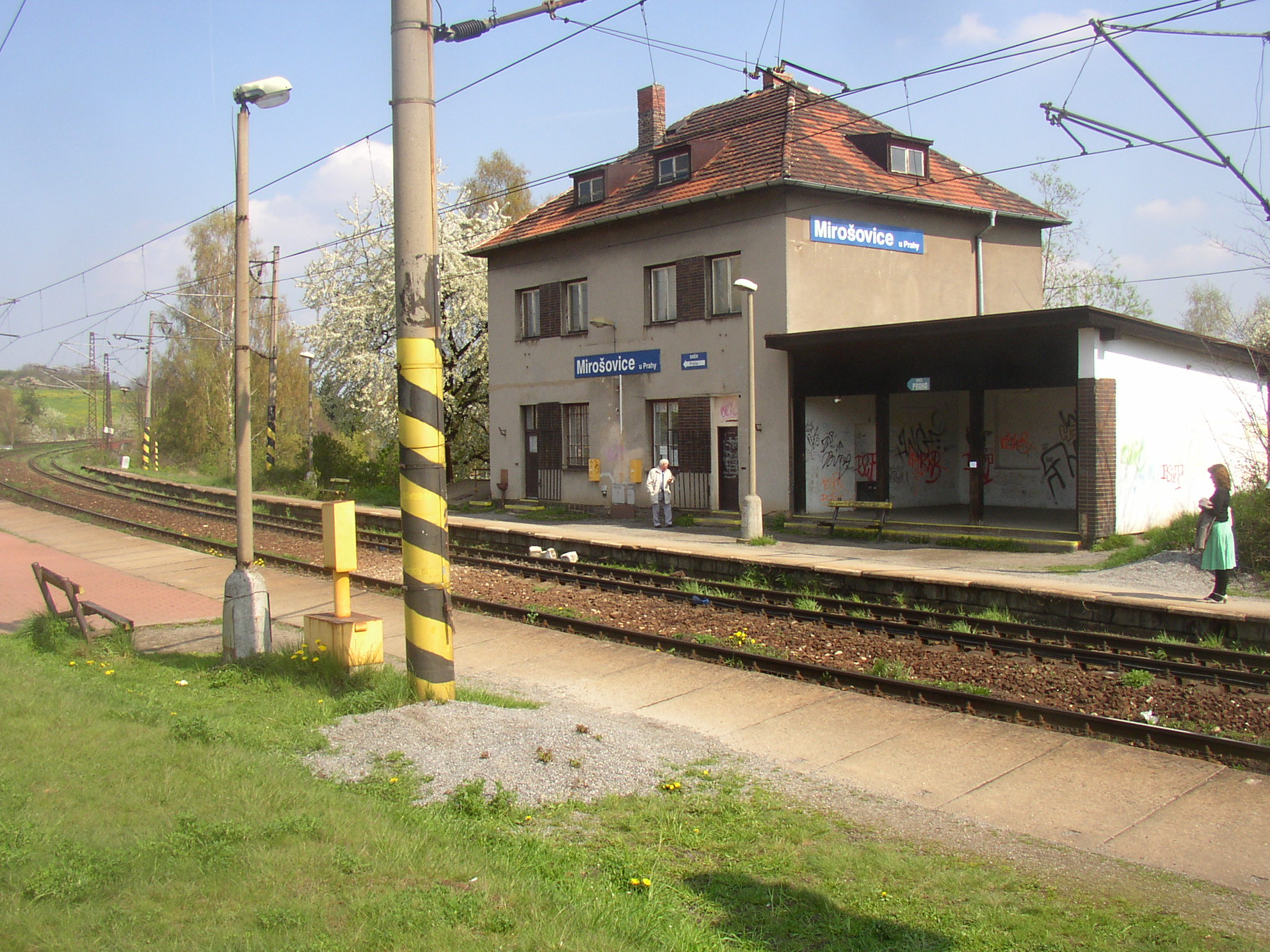
Železniční stanice Mirošovice u Prahy
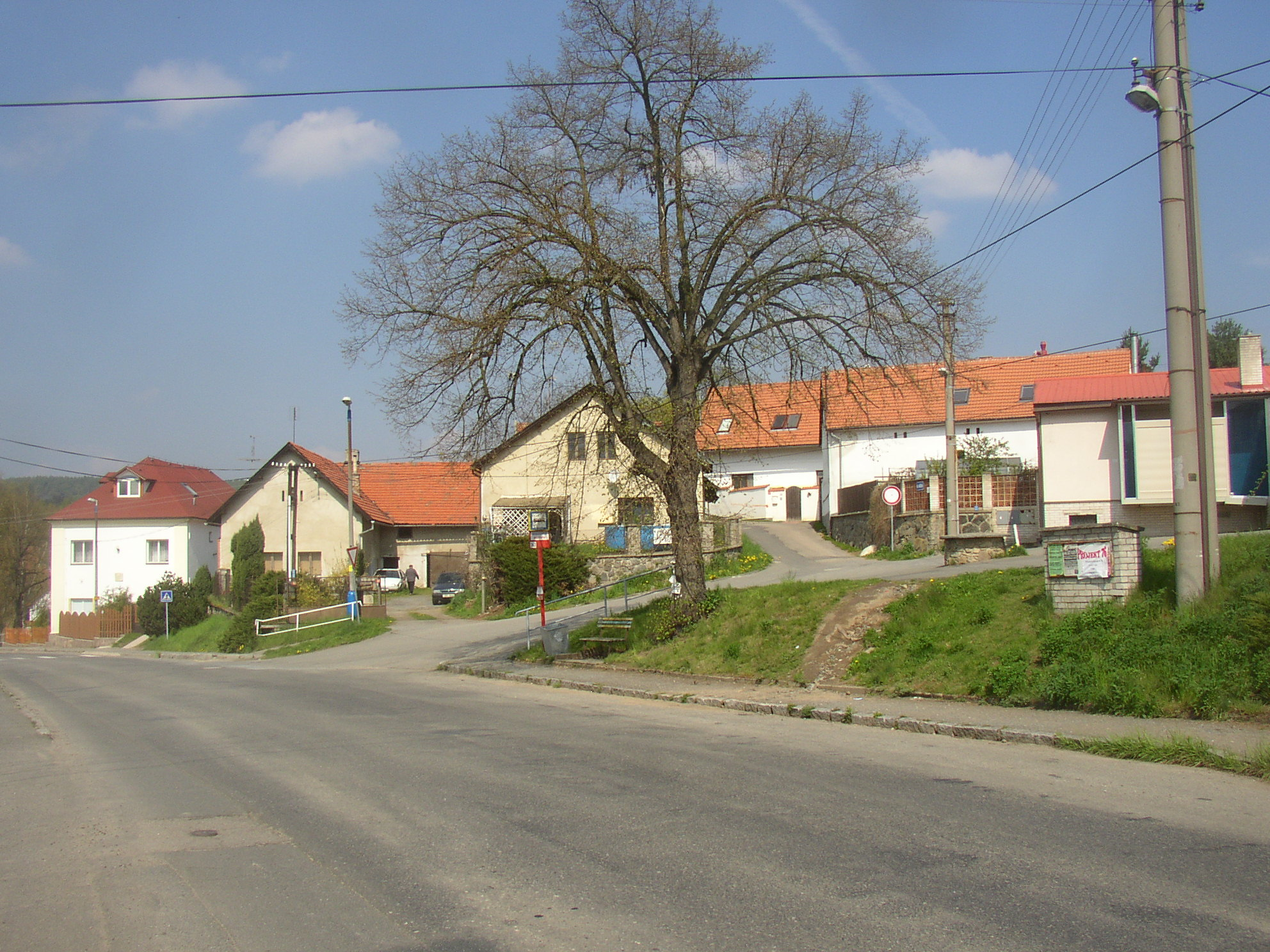
Autobusová zastávka Mirošovice v centru obce
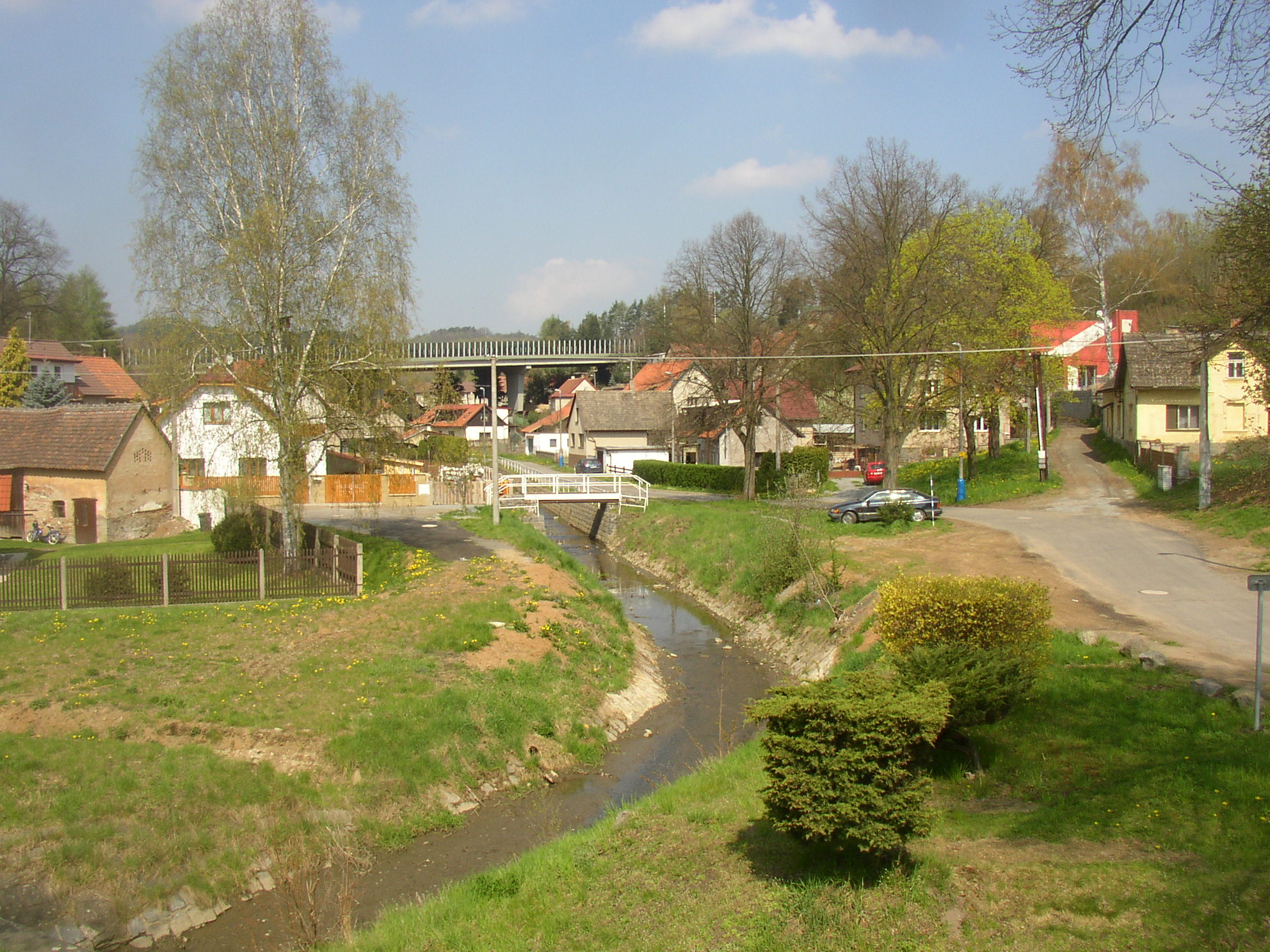
Severozápadní část Mirošovic s mostem silnice I/3 přes Kunický potok
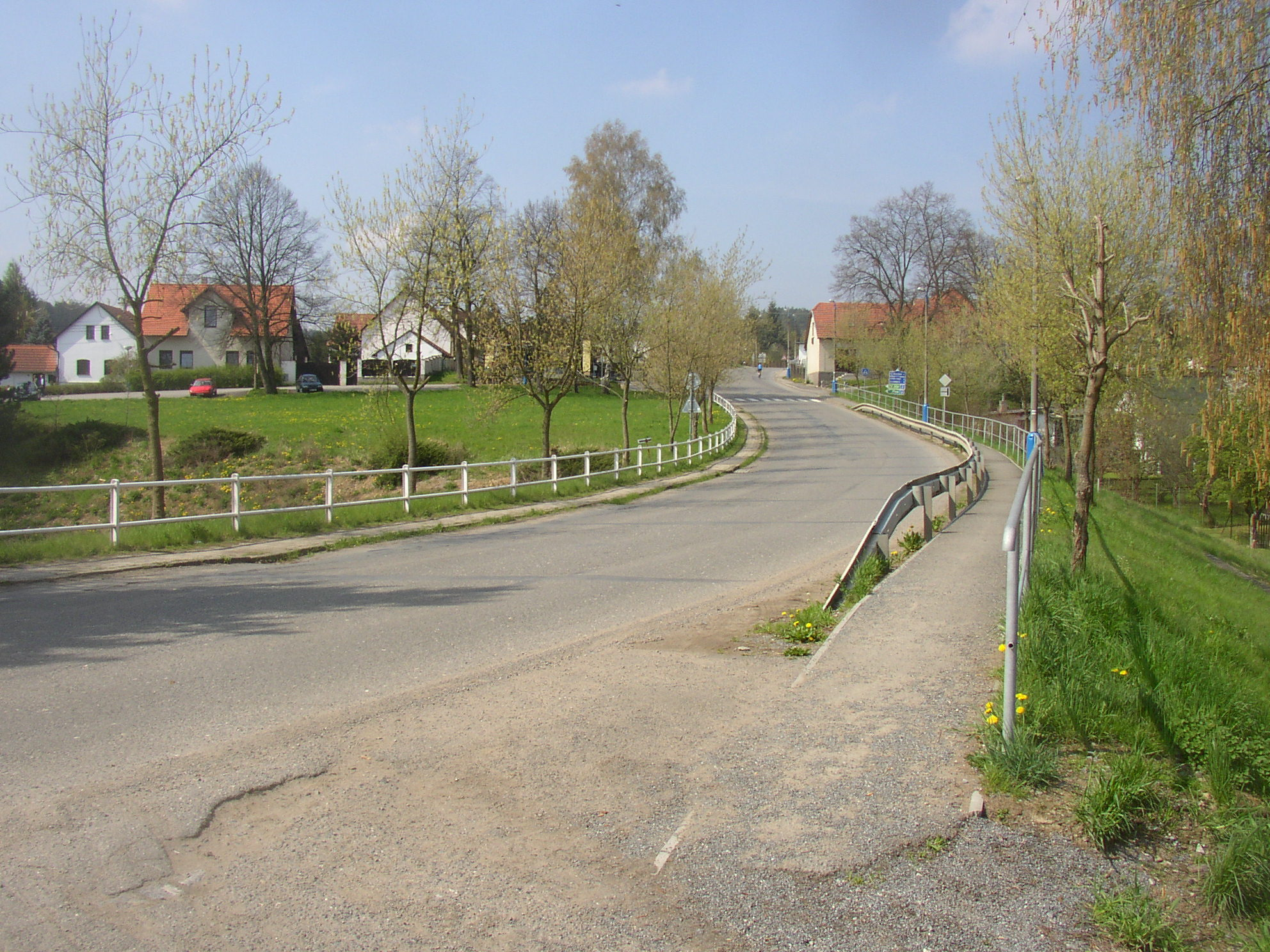
Hlavní ulice v západní části obce
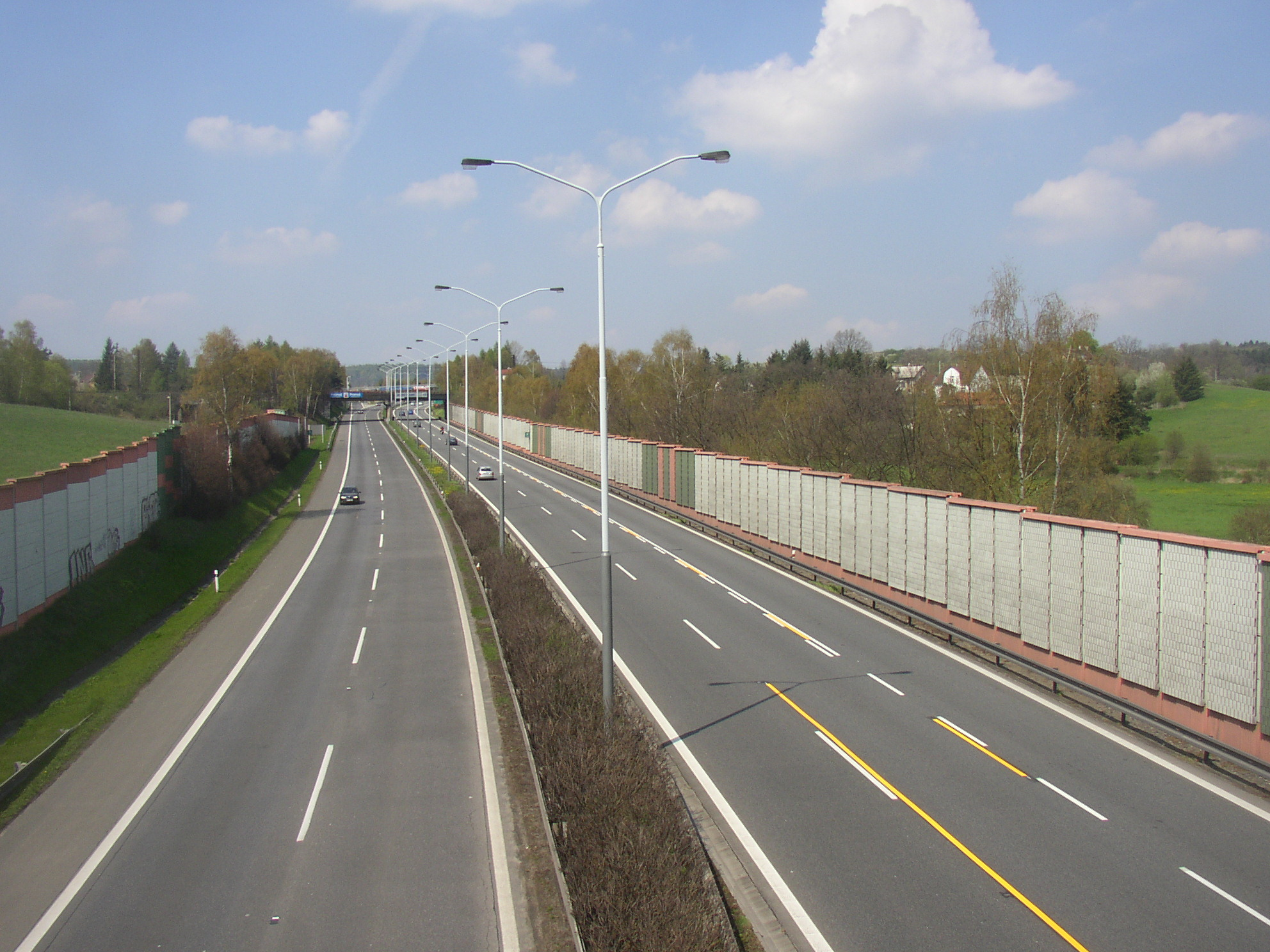
Dálnice D1 při sv. okraji Mirošovic
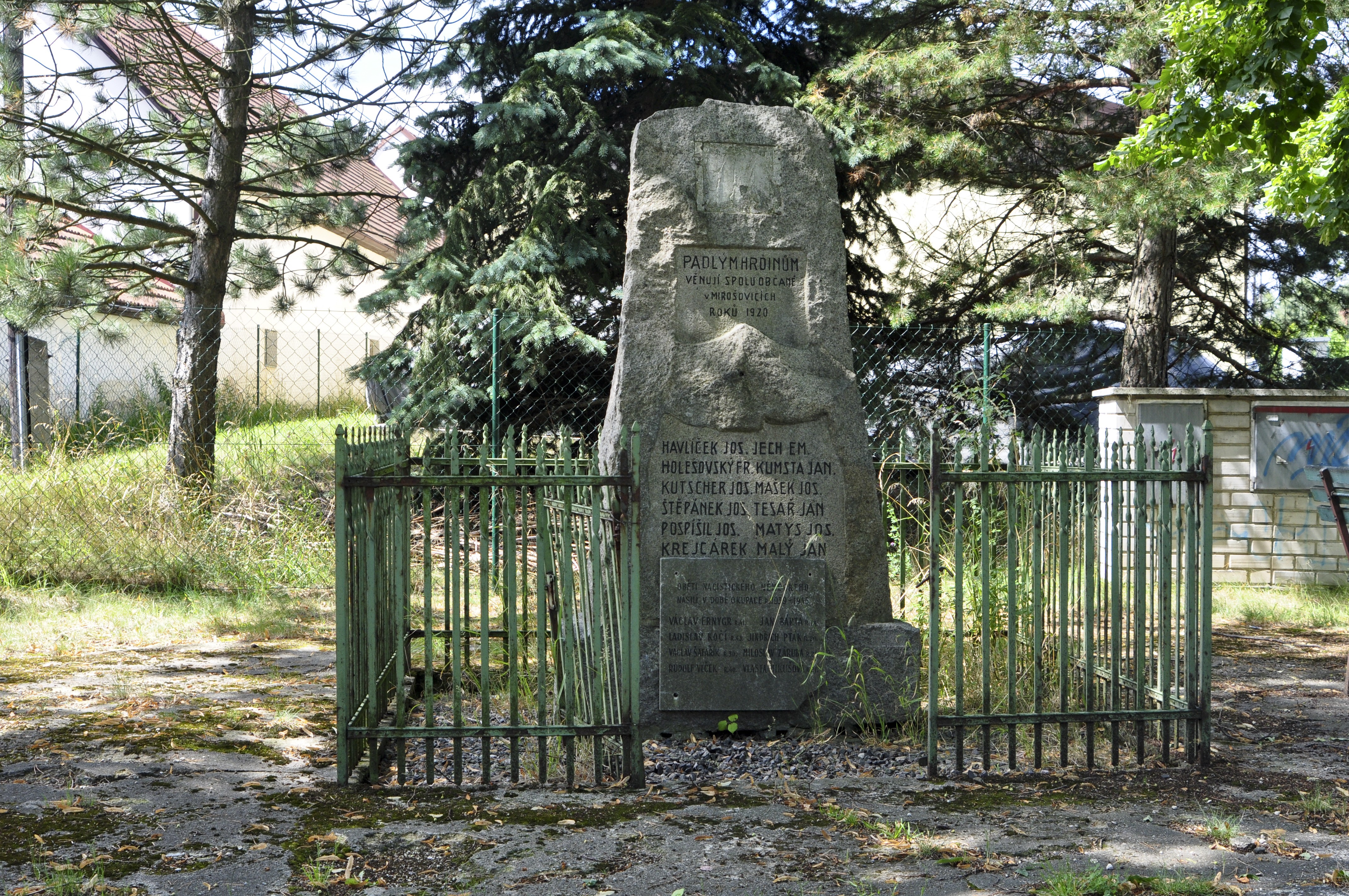
Pomník obětem 1. a 2. světové války
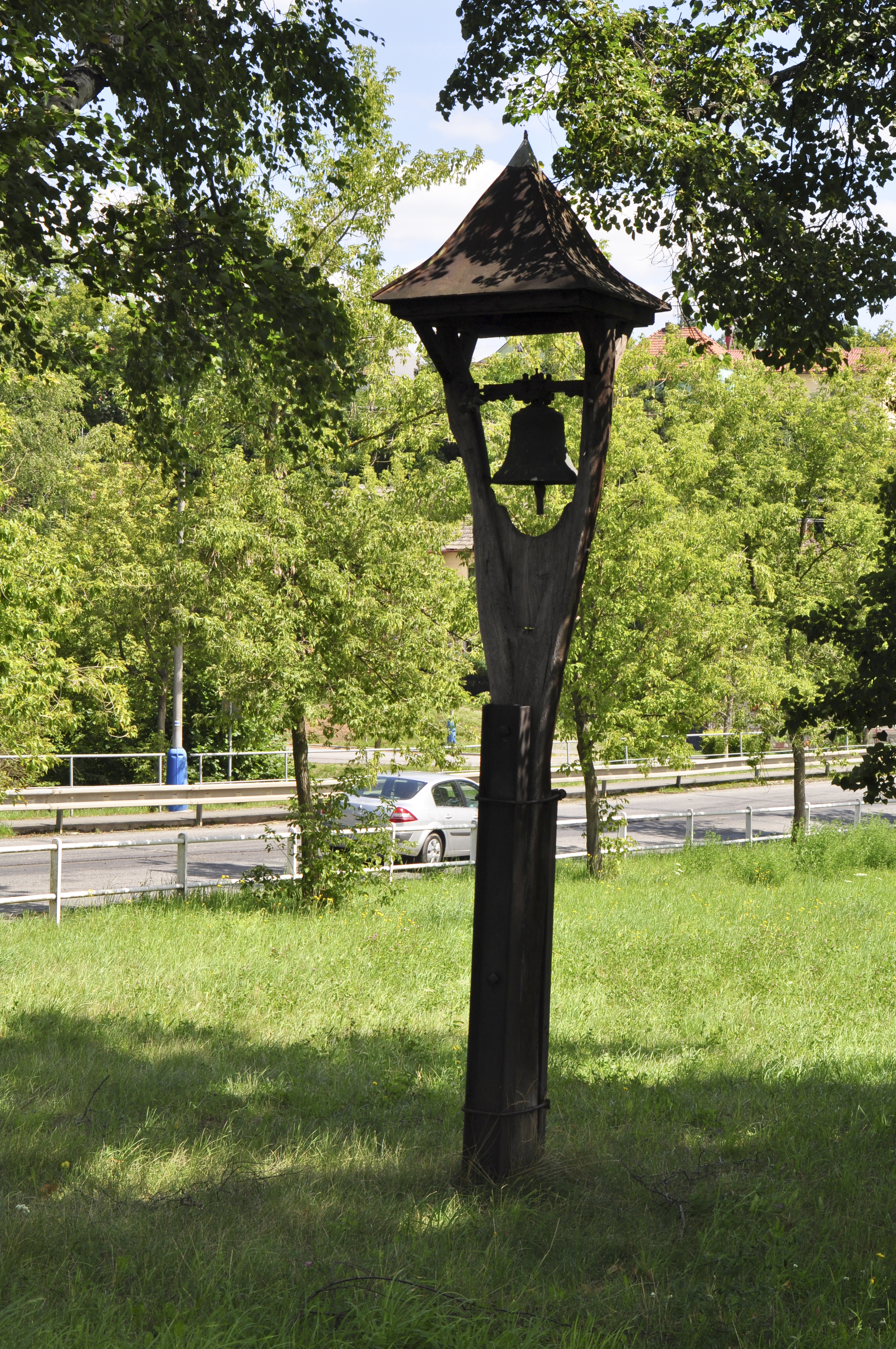
Zvonička